# ایتا ایور
ایتا ایور (استونیایی: Ita Ever؛ زادهٔ ۱ آوریل ۱۹۳۱) هنرپیشه، بازیگر تئاتر، و بازیگر سینما اهل استونی است. وی بیشتر به دلیل بازی در نقش خانم مارپل در سال ۱۹۸۳ شناخته می‌شود.